# Gästefarm

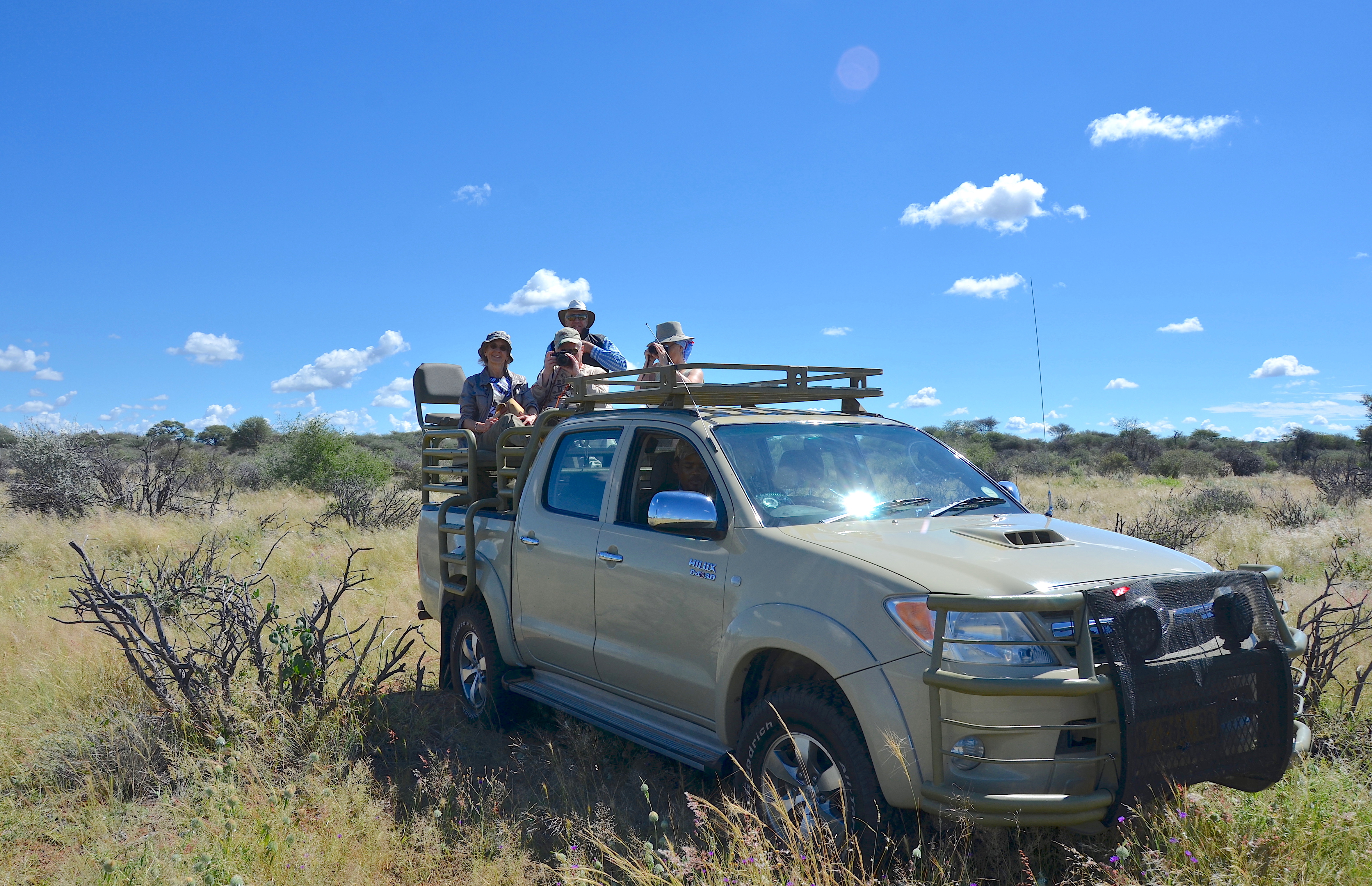
Touristen bei einer Wildbeobachtungsfahrt auf einer Gästefarm in Namibia

Eine Gästefarm ist ein vor allem im südlichen Afrika verbreiteter Farmbetrieb, der Unterkünfte und Verpflegung für den Individualtourismus bietet. Ein Aufenthalt auf einer Gästefarm ist mit dem europäischen Agrotourismus vergleichbar.
Viele Besitzer von Gästefarmen bieten ihren Gästen Farmfahrten, Wildbeobachtungsfahrten und Sundownerfahrten an. Auf diesen Fahrten werden in der Regel den Gästen die Besonderheiten der Farm und der Farmbetrieb gezeigt. Eine Gästefarm kann zugleich auch eine Jagdfarm, eine Astrofarm oder eine Wildtierfarm sein.
In den Vereinigten Staaten werden Gästefarmen als Guest Ranch oder Dude Ranch bezeichnet. Wie auch in Namibia werden manche Ranches gleichzeitig als Jagdfarm genutzt. Eine Ranch ist vergleichbar mit einer Farm, oder dem Bauernhof in Deutschland. Es gibt einen Verband in den USA, den Dude Ranchers’ Association, der über den Aufenthalt auf Guest und Dude Ranches informiert.